# Dinkanahalli, Chiknayakanhalli
Dinkanahalli là một làng thuộc tehsil Chiknayakanhalli, huyện Tumkur, bang Karnataka, Ấn Độ.